# Памятник детям июня 1956 года
Памятник Детям июня 1956 года (пол.  Dzieci Czerwca 1956) — памятник в форме малой скульптуры, находящийся в нише дома 3 по улице Млынской в Познани, (Польша). Памятник посвящён детям, участвовавшим в событиях познанского восстания 1956 года.

## История
Ранее памятник находился у ворот следственного изолятора, который был одним из мест познанских волнений в 1956 году. Памятник изготовлен по образцу варшавского Юного повстанца. Памятник установлен в память о детях, погибших во время июньских событий в Познани (одним из них был Роман Стжалковский).

## Описание
Бронзовый памятник, помещённый в нишу здания, выполнен в виде двух мальчиков, один из которых держит винтовку, а другой одет в шлем с бело-красной ленточкой, символизирующей польский флаг.